# Памятник Валентине Терешковой (село Баево)
Памятник Валентине Терешковой недалеко от села Баево на месте приземления Терешковой после выполнения космического полёта был открыт в 1986 году.
Ориентиром для нахождения памятника является пересечение трассы Завьялово — Баево и Кулундинского канала.

## История
Посадка Терешковой должна была произойти на территории Казахстана, но в результате ряда факторов первая женщина-космонавт приземлилась в другом месте, на Алтае. Посадка произошла на территории тогдашнего совхоза «Заря» Баевского района. После посадки Терешкова не могла самостоятельно отцепиться от парашюта, ей помогли оказавшиеся неподалёку местные жители, которые после этого увезли её с места посадки в село Баево.
Первая мемориальная отметка на месте посадки Терешковой была сделана спустя пять лет после её полёта силами местных жителей.
Над памятником, который был установлен позднее, также работали жители Алтайского края. Авторами памятника являются скульптор Юрий Акимов и архитектор Юрий Синяев. Памятник получил название «Чайка» по позывному Валентины Терешковой.
В 2016 году памятник был реконструирован, прилегающая территория облагорожена. Работы по реконструкции памятника проходили при поддержке депутата Госдумы Александра Прокопьева и лётчика-космонавта Сергея Волкова.

## Описание памятника
Памятник представляет из себя художественную стелу, в которой полноростовая скульптура Валентины Терешковой помещена на изгибающееся основание, символически изображающее орбиту. Положение скульптуры Терешковой символизирует парение в невесомости.
Валентина Терешкова изображена в своём космическом скафандре, при этом лётный шлем отсутствует.
Памятник выполнен из бетона и окрашен в серебристый цвет.
Скульптура имеет высоту 6 метров.